# Augraben (Liederbach)
Der Augraben ist ein knapp 1,5 km langer, linker und nördlicher Zufluss des Liederbaches.

## Name
Der Namensteil Au leitet sich aus Mhd. ouw mit der Bedeutung vom Wasser umflossenes Land ab.

## Geographie

### Verlauf
Der Augraben entspringt auf einer Höhe von etwa 139 m ü. NHN in der Flur Im Spelbenmeller  nördlich der Straße Am Wehr im Liederbacher Ortsteil Oberliederbach.
Er fließt zunächst in südsüdwestlicher Richtung knapp 100 Meter am Ortsrande von Oberliederbach am Kindergarten Sonnengarten entlang durch Felder und knickt dann rechtwinklig nach Südosten ab. Er läuft nun begleitet von einem Feldweg zwischen den Fluren Im Spelbenmeller auf der linken Seite und der Flur Wickerten auf der rechten, danach durch die Flur  Auf dem Augraben links und  Am Augraben rechts durch Felder.
Bei der Flur Saalheck biegt er scharf nach Süden ab und mündet schließlich westlich der Flur In der Saalheck auf einer Höhe von ungefähr  123 m ü. NHN von links in den Liederbach.
Der 1,4 km lange Lauf des Augrabens endet etwa 16 Höhenmeter unterhalb seiner Quelle, er hat somit ein mittleres Sohlgefälle von etwa 11 ‰.

### Einzugsgebiet
Das  Einzugsgebiet des Augrabens liegt im Nordöstlichen Main-Taunusvorland und wird über den Liederbach, den Main und den Rhein zur Nordsee entwässert.
Es wird von Äcker und Feldern dominiert.